# Jaundea spinulata
Jaundea spinulata is een hooiwagen uit de familie Assamiidae.